# Jednota českých matematiků a fyziků
Die Jednota českých matematiků a fyziků (JČMF), deutsch Union tschechischer Mathematiker und Physiker, ist eine  tschechische Gelehrtengesellschaft.

## Geschichte
Die Union wurde 1862 als "Spolek pro volné přednášky z mathematiky a fysiky" (Verein für freie Vorlesungen in Mathematik und Physik) gegründet, ab 1901 werden Büros in anderen Städten des Landes errichtet. Ab 1912 trägt sie mit Unterbrechungen den heutigen Namen.
1950 musste die Union auf ihr Eigentum einschließlich des Verlages und der Bibliothek verzichten. Sie wurden der Tschechoslowakischen Akademie der Wissenschaften überführt, die Union wurde eine angegliederte Gelehrtengesellschaft der Akademie.

## Struktur
Ende der 1960er Jahre wurden  vier Fachsektionen ausgegliedert (zwei wissenschaftliche und zwei pädagogische), die heute als Gesellschaften arbeiten:
- Česká fyzikální společnost ČFS (Tschechische physikalische Gesellschaft), früher Fyzikální vědecká sekce FVS (Physikalische wissenschaftliche Sektion)
- Fyzikální pedagogická společnost FPS (Physikalisch-pädagogische Gesellschaft),  Fyzikální pedagogická sekce FPS (Physikalische pädagogische Sektion)
- Česká matematická společnost ČMS (Tschechische mathematische Gesellschaft), früher Matematická vědecká sekce MVS (Mathematische wissenschaftliche Sektion)
- Společnost učitelů matematiky SUMA (Gesellschaft der Mathematiklehrer), früher Matematická pedagogická sekce MPS (Mathematische pädagogische Sektion)

Die Gesellschaften, die nach wie vor Mitglied der Union sind, haben teilweise Büros beziehungsweise Vertretungen auch in der Slowakei und arbeiten mit den slowakischen Wissenschaftlern eng zusammen.
Die Union ist  über die ČFS Mitglied der Europäischen Physikalischen Gesellschaft und gehört über die ČMS der Europäischen Mathematischen Gesellschaft an.

## Veröffentlichungen und Öffentlichkeitsarbeit
Die Union gibt die  Zeitschrift Pokroky matematiky, fyziky a astronomie (Fortschritte der Mathematik, Physik und Astronomie) heraus mit Artikeln über Physik, Mathematik und Astronomie sowie über pädagogische Fragen auf diesen Gebieten. Daneben beteiligt sie sich an der Herausgabe der Periodika:
- Matematika-fyzika-informatika (Mathematik-Physik-Informatik) über die Theorie und Praxis des Unterrichts dieser Fächer
- Učitel matematiky (Mathematiklehrer) über die methodischen und didaktischen Probleme der Mathematik
- Školská fyzika (Schulphysik) für den Physikunterricht
- Československý časopis pro fyziku (Tschechoslowakische Zeitschrift für Physik) ist die Zeitschrift der ČFS
- Informace MVS (Informationen der MVS) ist ein Bulletin der Česká matematická společnost (MVS)

Ferner kooperiert die Union  mit dem wissenschaftlichen Verlag Prometheus und veröffentlicht zahlreiche Fachpublikationen. Zu den Veranstaltungen im Rahmen der Öffentlichkeitsarbeit  gehören die Mathematische bzw. Physikalische Olympiade und andere Wettbewerbe, die schwerpunktmäßig Schüler und Studenten ansprechen sollen.
Die Union ist ein Herausgeber von Lehrbüchern im Bereich Mathematik und Physik in der Tschechoslowakei und heute in der Tschechischen Republik.